# ヴィットリオ・ヤーノ

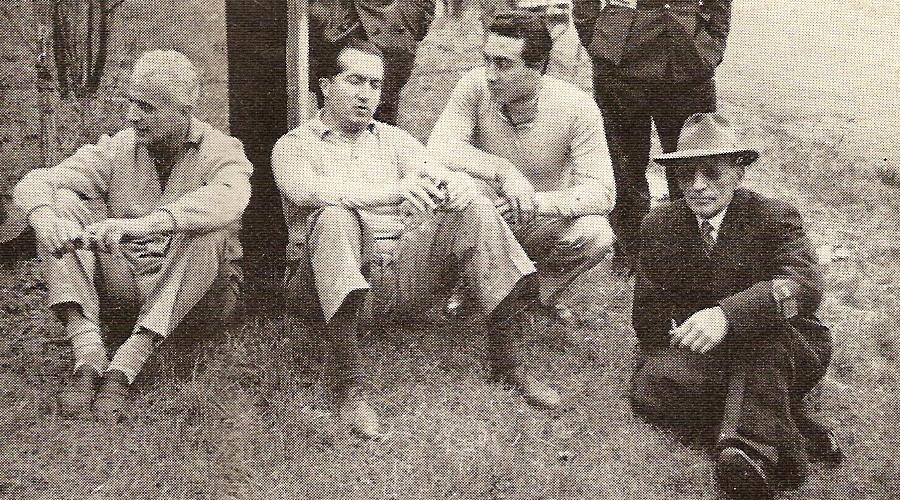
ランチアレースチームのメンバー。右端の人物がヤーノ

ヴィットリオ・ヤーノ（Vittorio Jano 、ハンガリー語:János Viktor 、1891年4月22日 - 1965年3月13日）はイタリアの自動車設計者。
ピエモンテ州サン・ジョルジョ・カナヴェーゼ出身で、ハンガリー人の移民の家系。1920年代から1950年代にかけ、イタリアを代表する自動車メーカー各社を移籍しつつ、多くの高性能レーシングカー、スポーツカーを開発したエンジニアとして知られる。

## 経歴
トリノのラピド (Rapid) で製図工として働きはじめ、1911年にフィアットに職を得て、ルイジ・バッツィの下でキャリアをスタートさせた。
1923年、アルファロメオのレーシングドライバーだったエンツォ・フェラーリの説得により、バッツィとともにアルファロメオに移籍し、そこでグランプリカーP2を設計する。P2は1924年に初戦のクレモナサーキットにおいてジュゼッペ・カンパリ (Giuseppe Campari) の運転で勝利を挙げるも、翌年のフランスグランプリにおける事故によりドライバーのアントニオ・アスカリ (Antonio Ascari) を失う。アルファロメオはそれ以上P2を走らせることを拒み、スクーデリア・フェラーリがそれらを引き継いだ。P2は1930年代を通してレースで走り続けることとなる。
ほかにも6C 1750 (6C 1750) や8C 2300、8C 2900、P3を設計するなど、レーシングカー・市販車の両部門で戦前アルファロメオを代表する歴史的名車群を開発した。会社が国有化されると、これらを再びフェラーリが引継ぎ成功を収めた。1930年代中期のレース界ではアウトウニオン、メルセデス・ベンツ両車のドイツ勢の攻勢に苦戦するようになったが、1935年ドイツGPではタツィオ・ヌヴォラーリがP3を運転し優勝している。
1937年、エンツォ・フェラーリはアルファ・ロメオに対して、ヤーノに新車158"アルフェッタ"を設計させるよう求めた。だがヤーノはその年にランチアに招かれ、アルファ・ロメオを去る。158の設計は弟子のジョアッキーノ・コロンボに委ねられ、翌年デビュー。第二次世界大戦も改良を加えられながら約15年間現役であり続けた。
ランチアでのヤーノは開発主任に就いた。戦後はエンジンをストレスメンバーとして設計した革新的なF1カーD50や、同じく革新的なGTカーであるアウレリアを設計し、戦後型ランチア車の基礎を築いた。
1955年になるとアルベルト・アスカリの事故死とル・マンでの大事故の影響でランチアがレース活動から撤退し、車両と設備はフェラーリに譲渡されレース活動は引き継がれた。ヤーノはアルファロメオ時代からエンツォと知り合いであったこともあり、フェラーリでレース活動に参加することとなる。
フェラーリでは、エンツォの息子であるアルフレード・フェラーリとともにV6およびV8エンジンを開発した。このV6はフェラーリ初のミッドシップ車ディーノ206GTに載ることとなった。そしてこれらのエンジンが現在まで続くスモールフェラーリの系譜の礎となった。
引退した最晩年は、自らの開発した過去の名車に関わるイベントにも多くゲストとして招かれていたが、1965年に息子を亡くすと体調を崩し、同年、トリノの自宅で拳銃自殺した。長引いた気管支炎をがんと思いこみ、悲観したことが原因であったという。